# Merano Cup
Merano Cup é uma competição internacional de patinação artística no gelo de níveis sênior, júnior e noviço, sediado na cidade de Merano, Itália.

## Edições
| Ano  | Edição | Cidade sede | Sênior | Sênior | Sênior | Júnior | Júnior | Júnior | Noviço | Noviço | Ref    |
| Ano  | Edição | Cidade sede | M      | F      | P      | M      | F      | P      | M      | F      | Ref    |
| ---- | ------ | ----------- | ------ | ------ | ------ | ------ | ------ | ------ | ------ | ------ | ------ |
| 1998 | 1.ª    | Merano      | –      | –      | –      | –      | –      | –      | –      | –      | [ 1 ]  |
| 1999 | 2.ª    | Merano      | –      | –      | –      | –      | –      | –      | –      | –      | [ 2 ]  |
| 2000 | 3.ª    | Merano      | —      | —      | —      | —      | —      | —      | —      | —      |        |
| 2001 | 4.ª    | Merano      | –      | •      | –      | •      | •      | –      | –      | •      | [ 3 ]  |
| 2002 | 5.ª    | Merano      | —      | —      | —      | —      | —      | —      | —      | —      |        |
| 2003 | 6.ª    | Merano      | •      | •      | –      | •      | •      | –      | •      | •      | [ 4 ]  |
| 2004 | 7.ª    | Merano      | •      | •      | –      | •      | •      | –      | •      | •      | [ 5 ]  |
| 2005 | 8.ª    | Merano      | •      | •      | –      | •      | •      | –      | •      | •      | [ 6 ]  |
| 2006 | 9.ª    | Merano      | •      | •      | –      | •      | •      | –      | •      | •      | [ 7 ]  |
| 2007 | 10.ª   | Merano      | •      | •      | –      | •      | •      | –      | •      | •      | [ 8 ]  |
| 2008 | 11.ª   | Merano      | •      | •      | –      | •      | •      | –      | •      | •      | [ 9 ]  |
| 2009 | 12.ª   | Merano      | •      | •      | –      | •      | •      | –      | •      | •      | [ 10 ] |
| 2010 | 13.ª   | Merano      | •      | •      | –      | •      | •      | –      | –      | –      | [ 11 ] |
| 2011 | 14.ª   | Merano      | •      | •      | –      | •      | •      | –      | –      | –      | [ 12 ] |
| 2012 | 15.ª   | Merano      | •      | •      | –      | •      | •      | –      | –      | –      | [ 13 ] |
| 2013 | 16.ª   | Merano      | •      | •      | •      | •      | •      | –      | –      | –      | [ 14 ] |
| 2014 | 17.ª   | Merano      | •      | •      | –      | •      | •      | –      | •      | •      | [ 15 ] |
| 2015 | 18.ª   | Merano      | •      | •      | –      | •      | •      | –      | •      | •      | [ 16 ] |
| 2016 | 19.ª   | Merano      | •      | •      | •      | •      | •      | •      | •      | •      | [ 17 ] |
| 2017 | 20.ª   | Merano      | •      | •      | –      | •      | •      | –      | –      | •      | [ 18 ] |

## Lista de medalhistas

### Sênior

#### Individual masculino
| Evento                 | Ouro                          | Prata                                 | Bronze                              |
| Merano 2003 (detalhes) | Fabio Mascarello · Itália     | Florian Mistelbauer · Áustria         | Sean Carlow · Austrália             |
| Merano 2004 (detalhes) | Samuel Contesti · França      | Yoann Deslot · França                 | Kalle Strid · Suécia                |
| Merano 2005 (detalhes) | Frédéric Dambier · França     | Jérémie Colot · França                | Yoann Deslot · França               |
| Merano 2006 (detalhes) | Ken Rose · Canadá             | Paolo Bacchini · Itália               | Boris Martinec · Croácia            |
| Merano 2007 (detalhes) | Paolo Bacchini · Itália       | Damjan Ostojič · Bósnia e Herzegovina | Mateusz Chruściński · Polônia       |
| Merano 2008 (detalhes) | Yasuharu Nanri · Japão        | Paolo Bacchini · Itália               | Konstantin Tupikov · Polônia        |
| Merano 2009 (detalhes) | Javier Fernández · Espanha    | Paolo Bacchini · Itália               | Alexander Majorov · Suécia          |
| Merano 2010 (detalhes) | Takahito Mura · Japão         | Paolo Bacchini · Itália               | Kristoffer Berntsson · Suécia       |
| Merano 2011 (detalhes) | Daisuke Murakami · Japão      | Pavel Kaška · República Tcheca        | Paolo Bacchini · Itália             |
| Merano 2012 (detalhes) | Paolo Bacchini · Itália       | Pavel Kaška · República Tcheca        | Christopher Berneck · Alemanha      |
| Merano 2013 (detalhes) | Denis Ten · Cazaquistão       | Daisuke Murakami · Japão              | Paolo Bacchini · Itália             |
| Merano 2014 (detalhes) | Ryuju Hino · Japão            | Matteo Rizzo · Itália                 | Christopher Berneck · Alemanha      |
| Merano 2015 (detalhes) | Konstantin Menshov · Rússia   | Matteo Rizzo · Itália                 | Jiří Bělohradský · República Tcheca |
| Merano 2016 (detalhes) | Stéphane Walker · Suíça       | Maurizio Zandron · Itália             | Graham Newberry · Reino Unido       |
| Merano 2017 (detalhes) | Graham Newberry · Reino Unido | Javier Raya · Espanha                 | Daniel Grassl · Itália              |

#### Individual feminino
| Evento                 | Ouro                             | Prata                            | Bronze                               |
| Merano 2001 (detalhes) | Alessandra Faietti · Itália      | Lea Norma Bottacini · Itália     | Alenka Zidar · Eslovênia             |
| Merano 2002 (detalhes) |                                  |                                  |                                      |
| Merano 2003 (detalhes) | Miriam Manzano · Austrália       | Valentina Marchei · Itália       | Sanna Remes · Finlândia              |
| Merano 2004 (detalhes) | Viktória Pavuk · Hungria         | Valentina Marchei · Itália       | Candice Didier · França              |
| Merano 2005 (detalhes) | Kiira Korpi · Finlândia          | Valentina Marchei · Itália       | Caterina Gabanella · Itália          |
| Merano 2006 (detalhes) | Kathrin Freudelsperger · Áustria | Nicole Della Monica · Itália     | Marcella de Trovato · Itália         |
| Merano 2007 (detalhes) | Valentina Marchei · Itália       | Anna Jurkiewicz · Polônia        | Roxana Luca · Romênia                |
| Merano 2008 (detalhes) | Valentina Marchei · Itália       | Ivana Reitmayerová · Eslováquia  | Francesca Rio · Itália               |
| Merano 2009 (detalhes) | Carolina Kostner · Itália        | Satsuki Muramoto · Japão         | Valentina Marchei · Itália           |
| Merano 2010 (detalhes) | Viktoria Helgesson · Suécia      | Yuka Kono · Japão                | Linnea Mellgren · Suécia             |
| Merano 2011 (detalhes) | Jelena Glebova · Estônia         | Lénaëlle Gilleron-Gorry · França | Joshi Helgesson · Suécia             |
| Merano 2012 (detalhes) | Sarah Hecken · Alemanha          | Nicole Rajičová · Eslováquia     | Brooklee Han · Austrália             |
| Merano 2013 (detalhes) | Nathalie Weinzierl · Alemanha    | Sarah Hecken · Alemanha          | Carol Bressanutti · Itália           |
| Merano 2014 (detalhes) | Roberta Rodeghiero · Itália      | Giada Russo · Itália             | Eveline Brunner · Suíça              |
| Merano 2015 (detalhes) | Alena Leonova · Rússia           | Giada Russo · Itália             | Elizaveta Ukolova · República Tcheca |
| Merano 2016 (detalhes) | Giada Russo · Itália             | Choi Yu-jin · Coreia do Sul      | Kristen Spours · Reino Unido         |
| Merano 2017 (detalhes) | Giada Russo · Itália             | Natasha McKay · Reino Unido      | Chloe Ing · Singapura                |

#### Duplas
| Evento                 | Ouro                                       | Prata                                  | Bronze                                      |
| Merano 2013 (detalhes) | Stefania Berton · Ondřej Hotárek · Itália  | Maylin Wende · Daniel Wende · Alemanha | Mari Vartmann · Aaron Van Cleave · Alemanha |
| 2014–2015              | Não houve a disputa das duplas             | Não houve a disputa das duplas         | Não houve a disputa das duplas              |
| Merano 2016 (detalhes) | Ryom Tae-ok · Kim Ju-sik · Coreia do Norte | nenhum outro competidor                | nenhum outro competidor                     |
| 2017                   | Não houve a disputa das duplas             | Não houve a disputa das duplas         | Não houve a disputa das duplas              |

### Júnior

#### Individual masculino júnior
| Evento                 | Ouro                           | Prata                              | Bronze                                |
| Merano 2001 (detalhes) | Damjan Ostojič · Eslovênia     | Luka Čadež · Eslovênia             | Henry Rautiainen · Finlândia          |
| Merano 2002 (detalhes) |                                |                                    |                                       |
| Merano 2003 (detalhes) | Matthew Parr · Reino Unido     | Elliot Hilton · Reino Unido        | Thomas Paulson · Reino Unido          |
| Merano 2004 (detalhes) | Patrick Stein · Alemanha       | Justus Strid · Suécia              | nenhum outro competidor               |
| Merano 2005 (detalhes) | Marco Fabbri · Itália          | Damjan Ostojič · Eslovênia         | Yaroslav Fursov · Ucrânia             |
| Merano 2006 (detalhes) | Ruben Errampalli · Itália      | Sebastien Wolfe · Canadá           | Ronald Lam · Canadá                   |
| Merano 2007 (detalhes) | Luca Demattè · Itália          | Maurizio Zandron · Itália          | Noah Scherer · Suíça                  |
| Merano 2008 (detalhes) | Boyito Mulder · Países Baixos  | Luca Demattè · Itália              | Filippo Ambrosini · Itália            |
| Merano 2009 (detalhes) | Petr Coufal · República Tcheca | Franz Streubel · Alemanha          | Kamil Białas · Polônia                |
| Merano 2010 (detalhes) | Paul Fentz · Alemanha          | Miroslav Dvorak · República Tcheca | Tomáš Kupka · República Tcheca        |
| Merano 2011 (detalhes) | Niko Ulanovski · Alemanha      | Panagiotis Polizoakis · Alemanha   | Adrien Tesson · França                |
| Merano 2012 (detalhes) | Charles Tetar · França         | Alessandro Pezzoli · Itália        | Tomáš Kupka · República Tcheca        |
| Merano 2013 (detalhes) | Alexander Bjelde · Alemanha    | Matteo Rizzo · Itália              | Carlo Röthlisberger · Suíça           |
| Merano 2014 (detalhes) | Nicola Todeschini · Suíça      | Adrien Bannister · Itália          | Alessandro Fadini · Itália            |
| Merano 2015 (detalhes) | Daniel Grassl · Itália         | Arthur Ribes · França              | Matyáš Bělohradský · República Tcheca |
| Merano 2016 (detalhes) | Egor Murashov · Rússia         | Daniel Grassl · Itália             | Matyáš Bělohradský · República Tcheca |
| Merano 2017 (detalhes) | Gabriele Frangipani · Itália   | Paolo Balestri · Itália            | Tomas Llorenc Guarino Sabatè · Suíça  |

#### Individual feminino júnior
| Evento                 | Ouro                                | Prata                              | Bronze                              |
| Merano 2001 (detalhes) | Martina Sasanelli · Itália          | Teodora Poštič · Eslovênia         | Stefanie Lotterschmid · Alemanha    |
| Merano 2002 (detalhes) |                                     |                                    |                                     |
| Merano 2003 (detalhes) | Caterina Gabanella · Itália         | Melisa Lahdeoja · Finlândia        | Karla Quinn · Reino Unido           |
| Merano 2004 (detalhes) | Stefania Berton · Itália            | Aurelie Verlor · França            | Nadège Bobillier · França           |
| Merano 2005 (detalhes) | Roberta Rodeghiero · Itália         | Petra Vaumunová · República Tcheca | Giorgia Bombardieri · Itália        |
| Merano 2006 (detalhes) | Sonia Lafuente · Espanha            | Deborah Sacchi · Itália            | Vanessa Juteau · Canadá             |
| Merano 2007 (detalhes) | Kirsten Moore-Towers · Canadá       | Roberta Rodeghiero · Itália        | Alice Velati · Itália               |
| Merano 2008 (detalhes) | Alice Garlisi · Itália              | Alexandra Kunová · Eslováquia      | Romy Bühler · Suíça                 |
| Merano 2009 (detalhes) | Luisa Weber · Alemanha              | Patricia Gleščič · Eslovênia       | Joyce Den Hollander · Países Baixos |
| Merano 2010 (detalhes) | Anaïs Ventard · França              | Sofia Curci · Itália               | Aline Zerourou · França             |
| Merano 2011 (detalhes) | Anaïs Ventard · França              | Elettra Maria Olivotto · Itália    | Bahia Taleb · França                |
| Merano 2012 (detalhes) | Bahia Taleb · França                | Sara Casella · Itália              | Guia Maria Tagliapietra · Itália    |
| Merano 2013 (detalhes) | Nadjma Mahamoud · França            | Guia Maria Tagliapietra · Itália   | Giada Russo · Itália                |
| Merano 2014 (detalhes) | Elizabet Tursynbayeva · Cazaquistão | Lea Serna · França                 | Kristina Isaev · Alemanha           |
| Merano 2015 (detalhes) | Alissa Scheidt · Alemanha           | Kristina Isaev · Alemanha          | Marta Castagno · Itália             |
| Merano 2016 (detalhes) | Lucrezia Gennaro · Itália           | Elisabetta Leccardi · Itália       | Dahyun Ko · República Tcheca        |
| Merano 2017 (detalhes) | Lucrezia Beccari · Itália           | Maia Mazzara · Suíça               | Anais Coraducci · Suíça             |

#### Duplas júnior
| Evento                 | Ouro                                          | Prata                                 | Bronze                                |
| Merano 2016 (detalhes) | Irma Angela Caldara · Edoardo Caputo · Itália | nenhum outro competidor               | nenhum outro competidor               |
| 2017                   | Não houve a disputa das duplas júnior         | Não houve a disputa das duplas júnior | Não houve a disputa das duplas júnior |

### noviço avançado

#### Individual masculino noviço avançado
| Evento                 | Ouro                                                        | Prata                                                       | Bronze                                                      |
| Merano 2003 (detalhes) | Manuel Legaz · Espanha                                      | Jason Thompson · Reino Unido                                | Javier Fernández · Espanha                                  |
| Merano 2004 (detalhes) | Javier Raya · Espanha                                       | Luca Demattè · Itália                                       | Javier Fernández · Espanha                                  |
| 2005                   | Não houve a disputa do individual masculino noviço avançado | Não houve a disputa do individual masculino noviço avançado | Não houve a disputa do individual masculino noviço avançado |
| Merano 2006 (detalhes) | Andrei Rogozine · Canadá                                    | Saverio Giacomelli · Itália                                 | Joos Kündig · Suíça                                         |
| Merano 2007 (detalhes) | Liam Firus · Canadá                                         | Francesc Palau · Espanha                                    | Filippo Ambrosini · Itália                                  |
| Merano 2008 (detalhes) | Francesc Palau · Espanha                                    | Kristof Forgó · Hungria                                     | nenhum outro competidor                                     |
| Merano 2009 (detalhes) | Victor Bustamante · Espanha                                 | Giorgio Settembrini · Itália                                | Leo Luca Sforza · Itália                                    |
| 2010–2013              | Não houve a disputa do individual masculino noviço avançado | Não houve a disputa do individual masculino noviço avançado | Não houve a disputa do individual masculino noviço avançado |
| Merano 2014 (detalhes) | Cha Jun-hwan · Coreia do Sul                                | Daniel Grassl · Itália                                      | Nikolaj Memola · Itália                                     |
| Merano 2015 (detalhes) | Gabriele Frangipani · Itália                                | Marvin Rompler · Alemanha                                   | Emanuele Indelicato · Itália                                |
| Merano 2016 (detalhes) | Tom Bouvart · França                                        | Nikolaj Memola · Itália                                     | Arnau Joly · Espanha                                        |
| 2017                   | Não houve a disputa do individual masculino noviço avançado | Não houve a disputa do individual masculino noviço avançado | Não houve a disputa do individual masculino noviço avançado |

#### Individual feminino noviço avançado
| Evento                 | Ouro                                                       | Prata                                                      | Bronze                                                     |
| Merano 2001 (detalhes) | Sara Beikircher · Itália                                   | Kristina Geißler · Alemanha                                | Kaja Otovic · Eslovênia                                    |
| Merano 2002 (detalhes) |                                                            |                                                            |                                                            |
| Merano 2003 (detalhes) | Stefania Berton · Itália                                   | Jody Annandale · Reino Unido                               | Sonia Lafuente · Espanha                                   |
| Merano 2004 (detalhes) | Sonia Lafuente · Espanha                                   | Linda Hempel · Alemanha                                    | Deborah Sacchi · Itália                                    |
| Merano 2005 (detalhes) | Marcella di Trovato · Itália                               | Alice Velati · Itália                                      | Deborah Sacchi · Itália                                    |
| Merano 2006 (detalhes) | Stina Martini · Áustria                                    | Romy Bühler · Suíça                                        | Sofia Curci · Itália                                       |
| Merano 2007 (detalhes) | Marta Garcia · Espanha                                     | Patricia Gleščič · Eslovênia                               | Stina Martini · Áustria                                    |
| Merano 2008 (detalhes) | Amelia Schwienbacher · Itália                              | Monika Simančíková · Eslováquia                            | Naomi de Simone · Itália                                   |
| Merano 2009 (detalhes) | Caterina Andermarcher · Itália                             | Dominika Murcková · Eslováquia                             | Elettra Olivotto · Itália                                  |
| 2010–2013              | Não houve a disputa do individual feminino noviço avançado | Não houve a disputa do individual feminino noviço avançado | Não houve a disputa do individual feminino noviço avançado |
| Merano 2014 (detalhes) | Lucrezia Gennaro · Itália                                  | Kim Yeri · Coreia do Sul                                   | Sara Boschiroli · Itália                                   |
| Merano 2015 (detalhes) | Dora Hus · Alemanha                                        | Noémie Carroué · França                                    | Marina Piredda · Itália                                    |
| Merano 2016 (detalhes) | Olga Mikutina · Áustria                                    | Marina Piredda · Itália                                    | Alessia Tornaghi · Itália                                  |
| Merano 2017 (detalhes) | Ester Schwarz · Itália                                     | Serena Joy Roblin · Itália                                 | Alyssa Chiara Montan · Itália                              |